# Riedbruck
Riedbruck ist ein Gemeindeteil der Marktgemeinde Weitnau im bayerisch-schwäbischen Landkreis Oberallgäu.

## Geographie
Die Einöde liegt circa fünf Kilometer nordöstlich des Hauptorts Weitnau. Durch die Ortschaft fließt die Wengener Argen.

## Ortsname
Der Ortsname setzt sich aus dem neuhochdeutschen Grundwort  Bruckᵉ für Brücke sowie dem neuhochdeutschen Bestimmungswort Ried für Rohrpflanze, Rohrstaude; Röhricht; Sumpfgrund, Moorboden zusammen und bedeutet somit (Siedlung bei der) Brücke (die über die Argen führt) im Ried.

## Geschichte
Durch die heutige Ortschaft verlief die Römerstraße Kempten–Bregenz. Riedbruck wurde erstmals urkundlich im Jahr 1835 erwähnt. Der Ort gehörte bis 1972 der Gemeinde Wengen an, die durch die bayerische Gebietsreform in der Gemeinde Weitnau aufging.